# دادي بوتس
دادي بوتس (بالإنجليزية: Daddy Potts) هو لاعب كرة قدم أمريكية أمريكي، ولد في 16 أغسطس 1898 في مقاطعة يورك في الولايات المتحدة، وتوفي في 11 أغسطس 1981 في كولومبيا في الولايات المتحدة.

## وصلات خارجية
- دادي بوتس على موقع مرجع كرة القدم المحترفة.كوم (الإنجليزية)